# NGC 86
NGC 86 је спирална галаксија у сазвежђу Андромеда која се налази на NGC листи објеката дубоког неба.
Деклинација објекта је + 22° 33' 23" а ректасцензија 0h 21m 28,6s. Привидна величина (магнитуда) објекта NGC 86 износи 14,8 а фотографска магнитуда 15,7. Налази се на удаљености од 88,823 милиона парсека од Сунца. NGC 86 је још познат и под ознакама MCG 4-2-9, CGCG 479-11, PGC 1383.